# Gualtiero di Aquitania
Gualtiero di Aquitania (in inglese Walter of Aquitaine; in tedesco Walther von Aquitanien; in latino Waltharius Aquitanus; fl. V secolo) fu un leggendario re dei Visigoti e personaggio di molte saghe medievali.

## Fonti letterarie e storiografiche
Walther viene citato in molti poemi epici medievali. In alcuni di essi è l'indiscusso protagonista, in altri è invece un personaggio secondario che fa sporadiche comparse.
- Waldere, frammento in  inglese antico.
- Waltharius, poema epico in latino, anonimo del secolo IX.
- Chronicon Novaliciense ("Cronaca di Novalesa"), una cronaca in prosa latina composta verso il 1060 presso l'Abbazia di Novalesa[1]: Waltarius compare nei capitoli 7-13.
- Nibelungenlied, un poema epico in alto tedesco antico nel quale Gualtiero è solo brevemente citato.
- Walther, un poema epico in alto tedesco medio andato perso, del quale sono noti solo alcuni frammenti. In questi frammenti, l'eroe è talvolta chiamato "Walther di Kärlingen". Il poema risale al secolo XIII, ed è conservato a Graz (per la parte iniziale, in cui Walther si trova alla corte di Attila) e a Vienna (per la seconda parte, in cui si narra dello scontro sul Reno, il matrimonio con Hiltgunt alla presenza di Attila e il ritorno in Spagna, la sua patria un po’ fantastica con capitale Langres). Il tono della narrazione appare leggero rispetto alle altre testimonianze.
- Þiðrekssaga (o anche Saga di Thidreks), che narra la storia di Gualtiero brevemente nei capitoli 241-244.
- Biterolf und Dieleib, un anonimo poema eroico scritto in medio alto tedesco a metà del secolo XIII, di qualche decennio successivo al Nibelungenlied. La vicenda di Walther e Hiltgunt viene traslata sui parenti di Walther: Biterolf, re di Toledo e fratello di Alfere, e Dietleib, suo figlio, quindi cugino di Walther. Walther viene incontrato dai guerrieri di Biterolf vicino a Parigi e racconta loro del periodo che ha passato alla corte di Attila e di come ha ubriacato gli Unni per poter fuggire. Dietleib è il nemico di Hagen e Gunther, che scontra a Worms.
- Kudrun, un’altra epopea eroica anonima in medio alto tedesco, risalente al secolo XIII, dove la storia è narrata dal ponto di vista di Hitgunt (Hilde). Qui Hilde è figlia di Hagen, che viene rapita col suo consenso da Walther, mentre nel resto delle attestazioni scappano insieme.
- Chronicon Poloniae (Cronache di Polonia) di area polacca risalente probabilmente al secolo XII, in cui Walther il orte (Wdaly Walczercz) scappa con Hiltgunt, sconfiggendo il rivale in amore sul Reno, ma viene tradito e ucciso dalla sposa.
- Il personaggio di Walther è citato anche nella Chanson di Roland, in cui proviene da Hum, toponimo nel nord della Francia e fa parte dei paladini al seguito di Carlo Magno.
- Asentado està Gàiferos è una ballata popolare antica in castigliano, dove Walther (Gàiferos) è sposato con Melisenda, sottratta dai Mori che partono all’inseguimento dei due dopo il rapimento.

Il più completo di questi è il secondo, il poema epico latino del IX secolo Waltharius, nel quale Gualtiero combatte contro il re dei burgundi Gunther (Gundicaro) ed il suo seguito, uccidendo tutti gli aggressori esclusi Gunther ed Hagen. 
Il nucleo storico della sua leggenda trae origine dagli eventi del V secolo (sotto il regno della dinastia Balti) dopo che il sovrano visigoto Wallia fondò nel 417 un regno in Aquitania, scontrandosi con i vandali di Gunderico. I Burgundi divennero confinanti con i Visigoti dopo essere stati riallocati in Savoia da Flavio Ezio durante il governo di Gundioco.